# Famille Ratisbonne
Cette page explique l’histoire ou répertorie les différents membres de la famille Ratisbonne.
La famille Ratisbonne est une famille alsacienne.

## Historique
La famille Ratisbonne, anciennement Regensburger, d'origine juive, est originaire de Fürth en Bavière.
Trois des sœurs Ratisbonne (futures Mmes Flore Singer, Zélie de Sourdeval et Elisa Worms de Romilly) sont adoptées par leur oncle le banquier Benoît Fould.

## Membres notables
- Jacob Regensburger, époux de Hana Brull (remariée à Cerf Beer)
  - Auguste Ratisbonne (1770-1830), banquier, adjoint au maire de Strasbourg, président du Consistoire israélite du Bas-Rhin et membre de l'Assemblée des notables (marié à Adélaïde Cerfberr)
    - Adolphe Ratisbonne, banquier  (gendre de Salomon Oppenheim) ;
      - Edmond Ratisbonne (1823-1896), trésorier-payeur général, maire de Ravenel, marié à Marie de Chazelles (petite-fille du baron Augustin de Chazelles) :
        - Marie-Thérèse Ratisbonne (-1927), épouse de Léo de Cernowitz (trois filles, la descendance relève par décret le nom de Chazelles) ;

      - Flore Ratisbonne (1824-1915), salonnière, épouse de l'agent de change Alexandre Singer (fils de David Singer) ;
      - Helena Zélie Ratisbonne (1825), épouse d'Adolphe Worms de Romilly ;
      - Louis Ratisbonne (1827-1900), homme de lettres ;
        - Louise Ratisbonne (1854), épouse du général Louis François Marcot.

      - Zélie Ratisbonne (1831), épouse d'Alfred Lalouel de Sourdeval (d'où une fille, mariée à Charles Demachy) ;
      - Elisa Ratisbonne (1834-1880), épouse de Félix Worms de Romilly (1824-1903).

    - Théodore Ratisbonne (1802-1884), prêtre, fondateur de la Congrégation de Notre-Dame de Sion ;
    - Louis Gustave Ratisbonne (1804-1832) ;
      - Elisa Adèle Ratisbonne (1828-1864), épouse de Meyer Dupont.

    - Zélie Caroline Ratisbonne (1804-1826), épouse d'Emmanuel Worms de Romilly (fils d'Olry Worms de Romilly) ;
      - Félix Worms de Romilly (1824-1903), marié à Elisa Ratisbonne (1834-1880).

    - Pauline Ratisbonne, épouse de Raphaël Cerf Lippmann.
    - Achille Ratisbonne (1812-1883), banquier, président du Consistoire Israëlite de Strasbourg (marié à Hanna Beyfus) ;
      - Fernand Ratisbonne (1845-1902), époux de Thérèse Stern.

    - Elisa Adèle Augustine Ratisbonne (1813-1853), épouse de Max-Théodore Cerfberr.
    - Alphonse Ratisbonne (1814-1884), prêtre, fondateur de la Congrégation de Notre-Dame de Sion et du Monastère Ratisbonne.

  - Louis Ratisbonne (1780-1855), banquier et philanthrope, président du Consistoire israélite du Bas-Rhin et fondateur de l'Hospice Elisa à Strasbourg (marié à Flore Cerfberr).

## Galerie

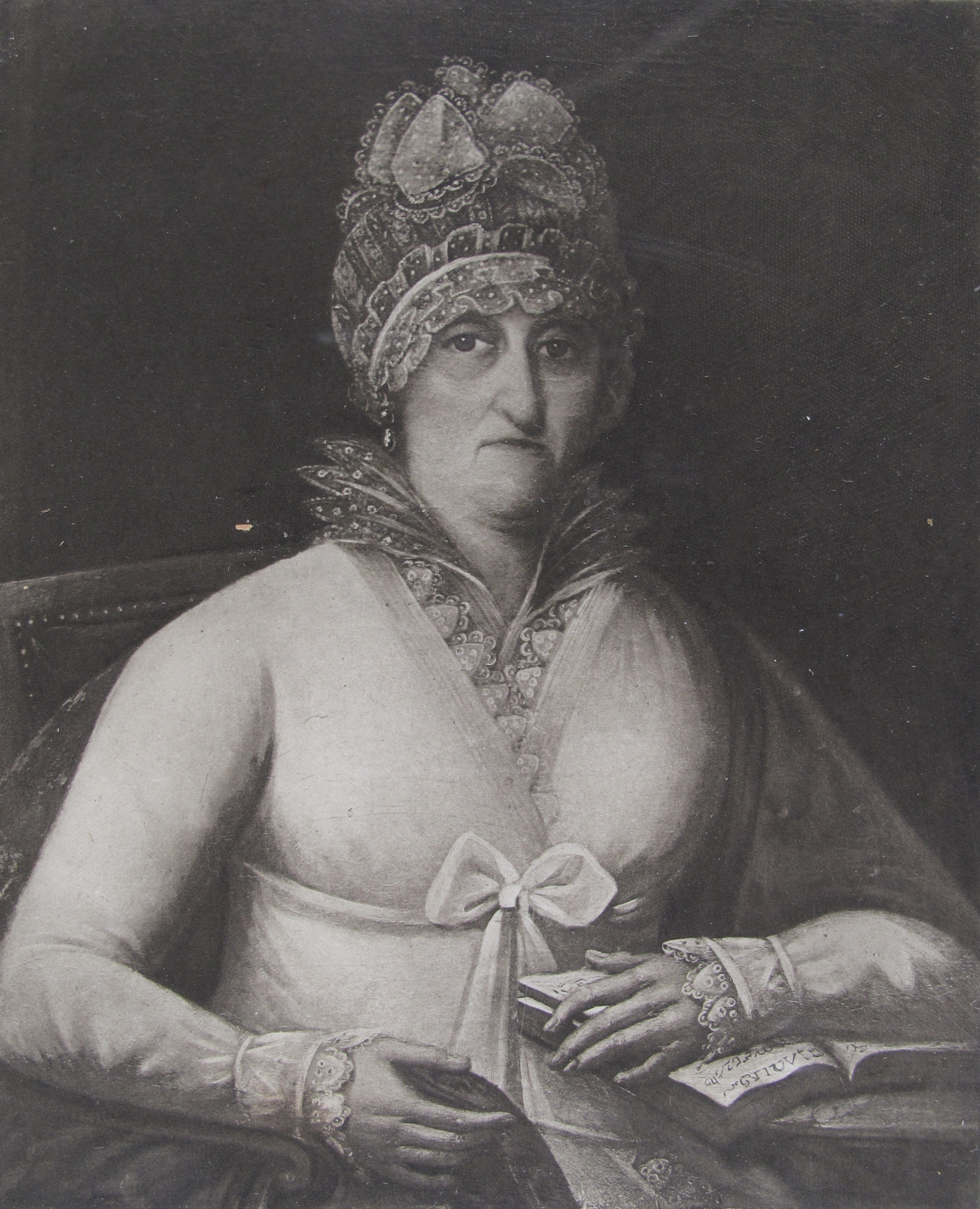
Portrait de Hanna Ratisbonne.
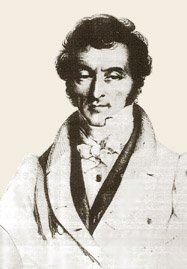
Portrait d'Auguste Ratisbonne (1770-1830).
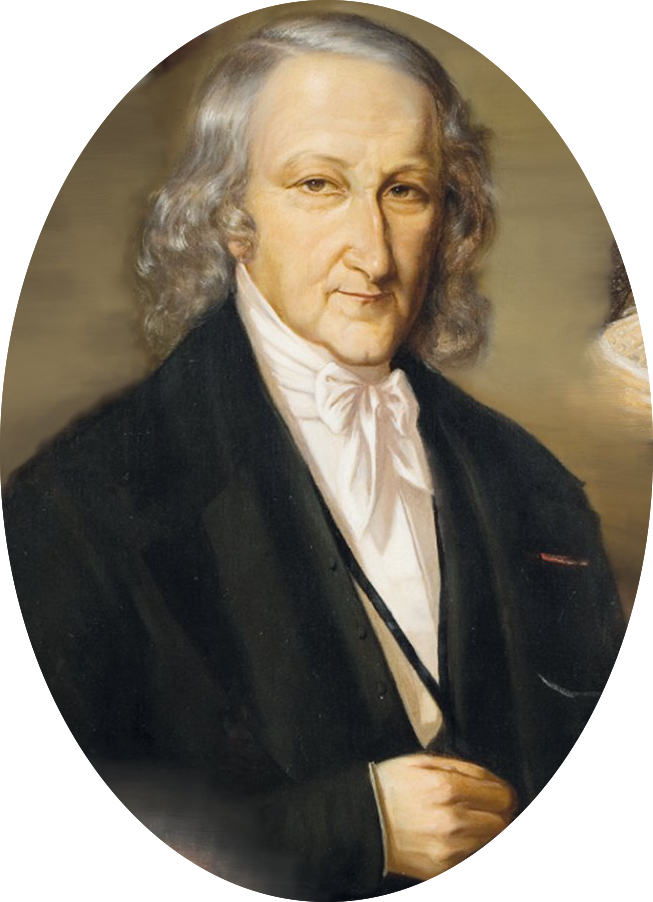
Portrait de Louis Ratisbonne (1780-1855).
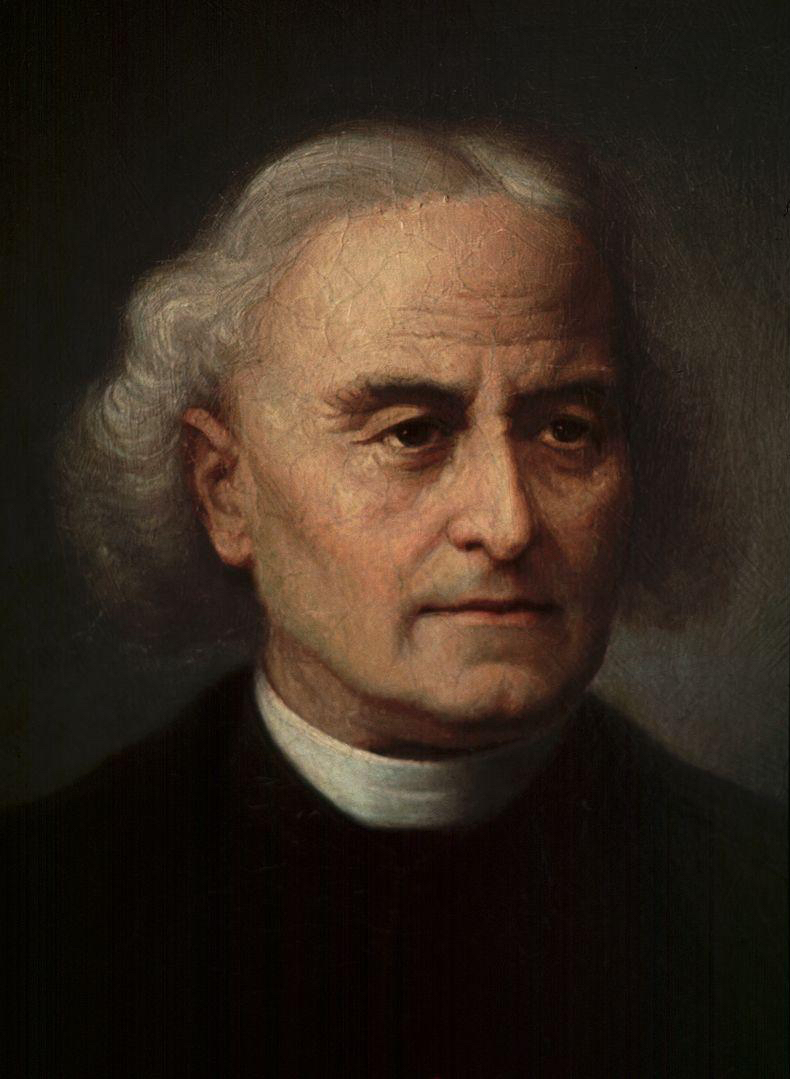
Portrait du Père Théodore Ratisbonne (1802-1884).
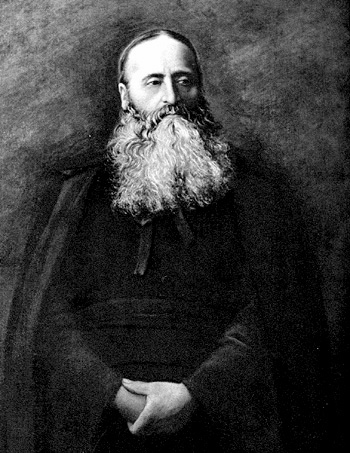
Portrait du Père Alphonse Ratisbonne (1814-1884).
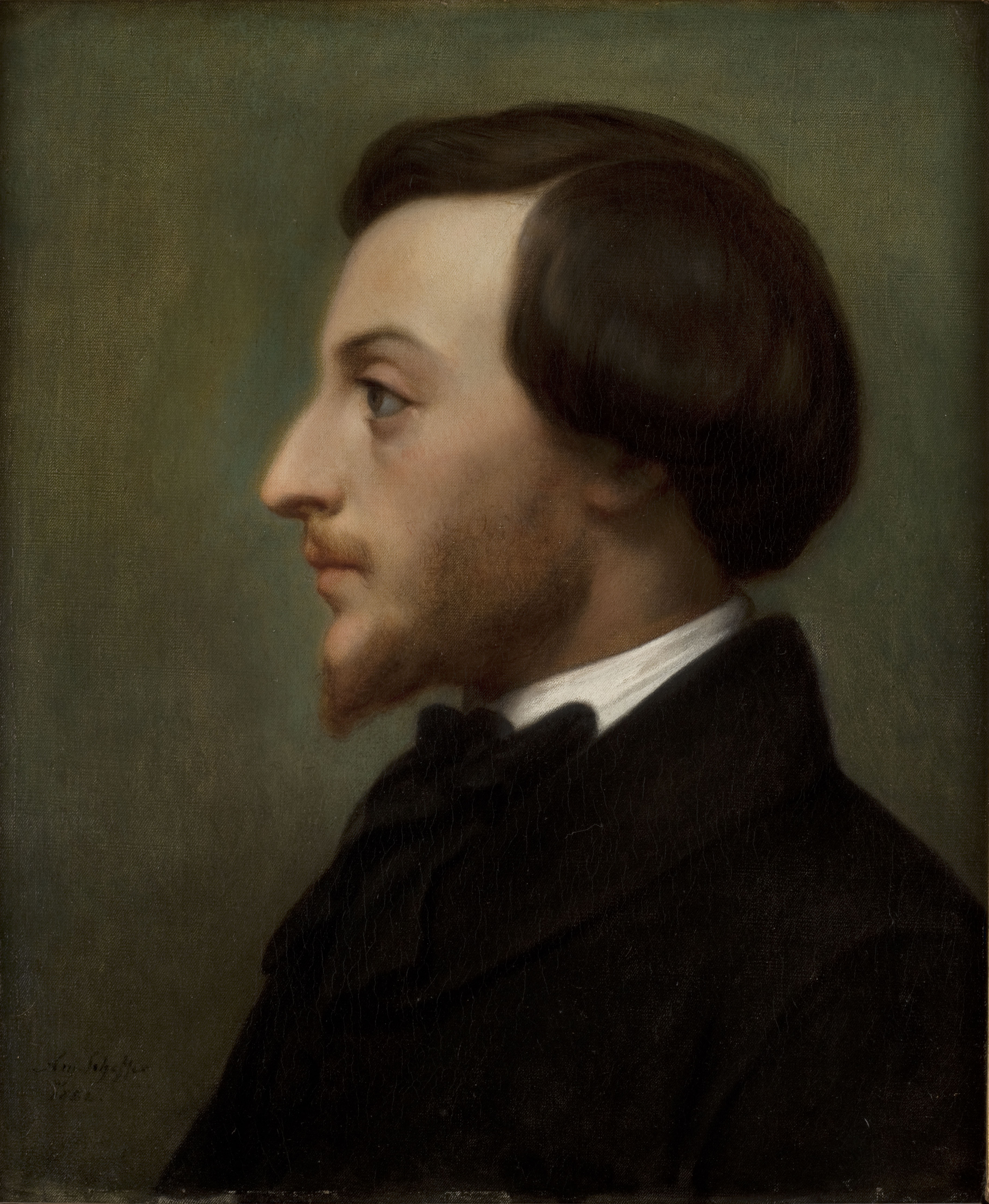
Portrait de Louis Ratisbonne (1827-1900), par Ary Scheffer.